# Andesstekelstaart
De Andesstekelstaart (Oxyura ferruginea) is een eend uit de familie van de Anatidae.

## Verspreiding en leefgebied
Deze soort komt voor van Colombia tot het zuidelijke gedeelte van Zuid-Amerika. Er zijn twee ondersoorten:
- O. f. ferruginea: van zuidwestelijk Colombia tot Vuurland.
- O. f. andina: Centraal-Colombia.

## Status
De totale grootte van de populaties is in 2014 geschat op 35 duizend individuen. Op de Rode lijst van de IUCN heeft deze soort de status niet bedreigd.